# Anne Rustung
Anne Rustung var en norsk adelsdam, känd för sin relation till James Hepburn, 4:e earl av Bothwell. 
Hon var en av sju döttar till den norske stormannen Christoffer Throndsen Rustung. Hon tros ha vuxit upp i Danmark, där hon år 1560 lärde känna den skotske adelsmannen James Hepburn, 4:e earl av Bothwell. Bothwell tog henne med sig, enligt vad hon uppgav mot äktenskapslöfte, men i Nederländerna övergav han henne och stal hennes hemgift. Hon reste därefter själv till Skottland, vilket bevisas av ett av Maria Stuart utfärdat pass: hon blev därefter kallad «Skottefruen». Hon bosatte sig sedan i Norge, där hon 1567 återsåg Bothwell som statsfånge i Bergen. Hon stämde honom då inför rätta för vad han hade gjort. Anne Rustungs dödsår är okänt, men hon nämns sista gången i livet år 1607, då hon delade familjegården Sem i Kvindherred med sin syster. 